# Chimarra horok
Chimarra horok är en nattsländeart som beskrevs av Malicky 1989. Chimarra horok ingår i släktet Chimarra och familjen stengömmenattsländor. Inga underarter finns listade i Catalogue of Life.